# Когоутек, Лубош
Лубош Когоутек (чеш. Luboš Kohoutek; 29 января 1935[…], Забржег — 30 декабря 2023, Бергедорф, Германия) — чешский астроном, первооткрыватель комет и астероидов. В период с 1967 по 1981 год им было открыто в общей сложности 75 астероидов, в том числе из группы аполлонов, в частности (1865) Цербер. Помимо этого он открыл несколько комет, в частности 75D/Когоутека и 76P/Веста — Когоутека — Икемуры, а главное — яркую долгопериодическую комету 1973 года, названную кометой Когоутека (C/1973 E1).
Лубош заинтересовался астрономией в средней школе. Он изучал астрономию в университетах Брно и Праги. Затем он начал работать в Астрономическом институте Чехословацкой академии наук, где в 1967 году опубликовал свою первую научную работу: каталог галактических планетарных туманностей (Catalogue of Galactic Planetary Nebulae, 1967). После ввода советских войск в Чехословакию в 1968 году он решил остаться в Западной Германии (1970). Его открытия в 1970-х годах сделали его известным в средствах массовой информации. В последующие годы он работал в обсерваториях Испании и Чили. С 2001 года ушёл на пенсию, но продолжал работать в обсерватории Гамбурга. За время своей жизни опубликовал 162 научных работы.
В знак признания его заслуг одному из астероидов было присвоено имя учёного (1850) Когоутек.
| (1834) Палах          | 22 августа 1969  |
| (1840) Гус            | 26 октября 1971  |
| (1841) Масарык        | 26 октября 1971  |
| (1842) Гинек          | 14 января 1972   |
| (1843) Ярмила         | 14 января 1972   |
| (1861) Коменский      | 24 ноября 1970   |
| (1865) Цербер         | 26 октября 1971  |
| (1875) Неруда         | 22 августа 1969  |
| (1894) Гаффнер        | 26 октября 1971  |
| (1895) Ларинк         | 26 октября 1971  |
| (1896) Бир            | 26 октября 1971  |
| (1897) Хайнд          | 26 октября 1971  |
| (1898) Кауэлл         | 26 октября 1971  |
| (1899) Кроммелин      | 26 октября 1971  |
| (1901) Моравия        | 14 января 1972   |
| (1931) Чапек          | 22 августа 1969  |
| (1932) Янски          | 26 октября 1971  |
| (1933) Тинхен         | 14 января 1972   |
| (1942) Яблунка        | 30 сентября 1972 |
| (1963) Безовец        | 9 февраля 1975   |
| (1995) Гаек           | 26 октября 1971  |
| (1999) Хираяма        | 27 февраля 1973  |
| (2047) Сметана        | 26 октября 1971  |
| (2055) Дворжак        | 19 февраля 1974  |
| (2073) Яначек         | 19 февраля 1974  |
| (2281) Биэла          | 26 октября 1971  |
| (2375) Радек          | 8 января 1975    |
| (2407) Гауг           | 27 февраля 1973  |
| (2418) Восковец-Верих | 26 октября 1971  |
| (2472) Брадман        | 27 февраля 1973  |
| (2541) Эдебоно        | 27 февраля 1973  |
| (2667) Оикава         | 30 октября 1967  |
| (2767) Такеноухи      | 30 октября 1967  |
| (2838) Такасе         | 26 октября 1971  |
| (2900) Лубош Перек    | 14 января 1972   |
| (2901) Багегот        | 27 февраля 1973  |
| (3081) Мартинубог     | 26 октября 1971  |
| (3109) Махин          | 19 февраля 1974  |
| (3303) Мерта          | 30 октября 1967  |
| (3336) Грыгар         | 26 октября 1971  |
| (3337) Милош          | 26 октября 1971  |
| (3407) Йиммысиммс     | 28 февраля 1973  |
| (3475) Фихте          | 4 октября 1972   |
| (3514) Гооке          | 26 октября 1971  |
| (3627) Саиэрс         | 28 февраля 1973  |
| (3635) Креутз         | 21 ноября 1981   |
| (3769) Артгурмиллер   | 30 октября 1967  |
| (3825) Нюрнберг       | 30 октября 1967  |
| (4137) Црабтреэ       | 24 ноября 1970   |
| (4425) Билк           | 30 октября 1967  |
| (5268) 1971 US1       | 26 октября 1971  |
| (6215) 1973 EK        | 7 марта 1973     |
| (6431) 1967 UT        | 30 октября 1967  |
| (6680) 1970 WD        | 24 ноября 1970   |
| (7044) 1971 UK        | 26 октября 1971  |
| (7806) 1971 UM        | 26 октября 1971  |
| (8606) 1971 UG        | 26 октября 1971  |
| (8607) 1971 UT        | 26 октября 1971  |
| (8779) 1971 UH1       | 26 октября 1971  |
| (9513) 1971 UN        | 26 октября 1971  |
| (10003) Кэрихуанг     | 26 октября 1971  |
| (10260) 1972 TC       | 4 октября 1972   |
| (10987) 1967 US       | 30 октября 1967  |
| (11250) 1972 AU       | 14 января 1972   |
| (11436) 1969 QR       | 22 августа 1969  |
| (11783) 1971 UN1      | 26 октября 1971  |
| (11784) 1971 UT1      | 26 октября 1971  |
| (14311) 1971 UK1      | 26 октября 1971  |
| (16351) 1971 US       | 26 октября 1971  |
| (20960) 1971 UR       | 26 октября 1971  |
| (24600) 1971 UQ       | 26 октября 1971  |
| (24601) 1971 UW       | 26 октября 1971  |
| (29076) 1972 TR8      | 4 октября 1972   |
| (37527) 1971 UJ1      | 26 октября 1971  |
| (58094) 1972 AP       | 14 января 1972   |
| (85118) 1971 UU       | 26 октября 1971  |